# 阿爾巴尼亞列克
列克是阿爾巴尼亞的流通貨幣。輔幣單位昆塔，1列克=100昆塔。

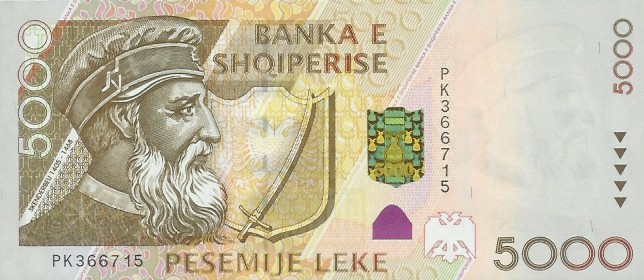

## 流通中的貨幣

### 硬幣

阿爾巴尼亞硬幣的正背面設計。

- 1 列克
  - 正面：鵜鶘、年份
  - 背面：面值、稻草
- 5 列克
  - 正面：阿爾巴尼亞國旗、年份
  - 背面：面值、稻草
- 10 列克
  - 正面：培拉特城堡、年份
  - 背面：面值、稻草
- 20 列克
  - 正面：一個古老的部落的船隻、年份
  - 背面：面值、稻草
- 50 列克
  - 正面：伊利里亞國王的肖像、年份
  - 背面：面值、稻草
- 100 列克
  - 正面：伊利里亞攝政王后的肖像、年份
  - 背面：面值、稻草

### 紙幣

#### 1996年
- 100 列克（只在 1996 年印製）

流通中的阿爾巴尼亞列克紙幣。

  - 正面：第 14 任阿爾巴尼亞總理 範斯·諾利
  - 背面：首楝阿爾巴尼亞議會大樓
- 200 列克
  - 正面：阿爾巴尼亞詩人和作家納伊姆·法西尼
  - 背面：納伊姆·法西尼的出生地
- 500 列克
  - 正面：阿爾巴尼亞第1任總理伊斯梅爾·捷馬利
  - 背面：位於夫羅勒的獨立建築物
- 1,000 列克
  - 正面：阿爾巴尼亞作家彼得·博格達尼
  - 背面：位於德雅勒沃的教堂
- 2,000 列克
  - 正面：名為 Gentius 的古錢幣圖樣
  - 背面：位於布特林特的露天劇場
- 5,000 列克
  - 正面：阿爾巴尼亞領主斯坎德培
  - 背面：克魯亞城堡

#### 1992年

1992年系列的阿爾巴尼亞紙幣。

- 100 列克
  - 正面：國家戰士
  - 背面：老鷹、高山
- 200 列克
  - 正面：伊斯梅尔·捷马利
  - 背面：阿尔巴尼亚国徽、宣布阿爾巴尼亞獨立
- 500 列克
  - 正面：纳伊姆·弗拉舍里
  - 背面：纳伊姆·弗拉舍里的詩
- 1,000 列克
  - 正面：斯坎德培
  - 背面：克魯亞城堡

#### 1991年

1991年系列的阿爾巴尼亞紙幣。

- 100 列克
  - 正面：煉油廠
  - 背面：油井，工人，鋼鐵廠
- 500 列克
  - 正面：女孩、向日葵
  - 背面：高山

## 外部連結
- 阿爾巴尼亞列克介紹頁面 （页面存档备份，存于）
- 阿尔巴尼亚的历史及当前钞 （页面存档备份，存于） （英文）（德文）